# Bernhard Korff gen. Schmising
Bernhard Korff gen. Schmising (* im 16. Jahrhundert; † 15. Mai 1595) war ein evangelischer Domherr in Münster sowie Dombursar.

## Leben

### Herkunft und Familie
Bernhard Korff gen. Schmising entstammte dem westfälischen Adelsgeschlecht Korff, dessen Familienzweige zu den ältesten landsässigen Adelsfamilien des Münsterlandes gehören. Zahlreiche namhafte Persönlichkeiten sind daraus hervorgegangen. Er war der Sohn des Caspar (Jaspar) Korff gen. Schmising zu Harkotten und dessen Gemahlin Anna von Merveldt. Sein Bruder Hermann war von 1510 bis 1514 Domherr in Münster. Wilbrand, sein anderer Bruder, war in den Jahren 1548 bis 1557 münsterscher Domherr. Sein Onkel Otto hatte in den Jahren 1484 bis 1494 das Amt des Domdechanten in Münster inne.

### Wirken
Am 26. Oktober 1552 wurde Bernhard vom Domherrn Friedrich von Keppel als münsterscher Domherr präsentiert. Die Emanzipation folgte im Jahre 1555. Ab dem 15. August 1562 bekleidete er das Amt des Dombursars. In dieser Funktion oblag ihm die Leitung des Wirtschaftsbetriebes im Domkapitel. Am 16. Oktober 1564 erhielt er nach dem Verzicht des Domherrn Justinus von Raesfeld das Officium mixtum. Zwei Jahre später wurde er nach dem Tode des Joachim von Bodelschwingh Archidiakon zu Winterswijk. Diese und weitere Ämter und Besitzungen waren auf die Nepoten des Bischofs Bernhard von Raesfeld zurückzuführen. Bernhard gehörte mit Bernhard von Westerholt zu den Begründern der Juniorenpartei im Domkapitel. Deren Mitglieder standen dem evangelischen Glauben nahe. Dies war damals nicht ungewöhnlich. So waren beim Kapitelstag am 12. November 1575 von 26 Domkapitularen 10 evangelisch. Im September 1582 wird Hermann als Dombursar und Propst von St. Martini in Münster genannt. Er war auch Archidiakon zu Wadersloh. Bernhard wurde – seinem Wunsch entsprechend – am Altar des Hl. Petrus im Dom zu Münster beerdigt.